# 250
250（二百五十、にひゃくごじゅう）は自然数、また整数において、249の次で251の前の数である。

## 性質
- 250は合成数であり、約数は1, 2, 5, 10, 25, 50, 125, 250 である。
  - 約数の和は468。
- 1/250 = 0.004
  - 逆数が有限小数になる19番目の数である。1つ前は200、次は256。
  - 割合にすると 0.4%。
- 2502 + 1 = 62501 であり、n2 + 1 の形で素数を生む42番目の数である。1つ前は240、次は256。
- ハーシャッド数でない50の倍数のうち最小の数である。次は350。
- 各位の和が7になる21番目の数である。1つ前は241、次は304。
- 250 = 2 × 53
  - n = 5 のときの 2n3 の値とみたとき1つ前は128、次は432。(オンライン整数列大辞典の数列 A033431)
  - p3 × q の形で表せる14番目の数である。1つ前は248、次は296。(オンライン整数列大辞典の数列 A065036)
  - 2i × 5j (i ≧ 0, j ≧ 0) で表せる19番目の数である。1つ前は200、次は256。(オンライン整数列大辞典の数列 A003592)
  - 250 = 10 × 52
    - n = 5 のときの 10n2 の値とみたとき1つ前は160、次は360。(オンライン整数列大辞典の数列 A033583)
- 250 = 52 + 152 = 92 + 132
  - 異なる2つの平方数の和で表せる76番目の数である。1つ前は245、次は257。(オンライン整数列大辞典の数列 A004431)
  - 2つの平方数の和2通りで表せる12番目の数である。1つ前は221、次は260。
- 250 = 32 + 42 + 152 = 52 + 92 + 122
  - 3つの平方数の和2通りで表せる61番目の数である。1つ前は248、次は259。(オンライン整数列大辞典の数列 A025322)
  - 異なる3つの平方数の和2通りで表せる45番目の数である。1つ前は249、次は259。(オンライン整数列大辞典の数列 A025340)
- 250 = 53 + 53
  - 2つの正の数の立方数の和で表せる18番目の数である。1つ前は243、次は280。(オンライン整数列大辞典の数列 A003325)

## その他 250 に関連すること
- 西暦250年
- 年始から数えて250日目は9月7日、閏年の場合は9月6日。
- 1000の4分の1が250である。250/1000 = 1/4 を割合にすると2割5分。したがって、例えば野球で平均4打数1安打のとき打率は .250 と表記される。
- 中国語の250は数字以外には、阿呆という意味もある。
- メルセデス・ベンツの乗用車の車種名、C250、E250。
- トヨタ自動車の乗用車の車種名、ランドクルーザー 250系。
- レクサスの乗用車の車種名、IS250。
- 第250代ローマ教皇はピウス6世（在位：1775年2月15日～1799年8月29日）である。
- モーツァルト作曲、《セレナード第7番（ハフナー）》のケッヘル番号。
- 日本の二輪車に関する法制度において、車検を必要としない最大の排気量は250cc。
- 競輪におけるレース形態のひとつに250競走（にーごーまるきょうそう）というものがある。詳細はPIST6を参照。
- 日本貨物鉄道（JR貨物）が保有する貨物電車、JR貨物M250系電車。
- イ・チャンミン（2AM）、ソンモ、TAKA（DEEP）からなるボーカルグループ、250(TWO-FIFTY)。